# موتورولا رازر

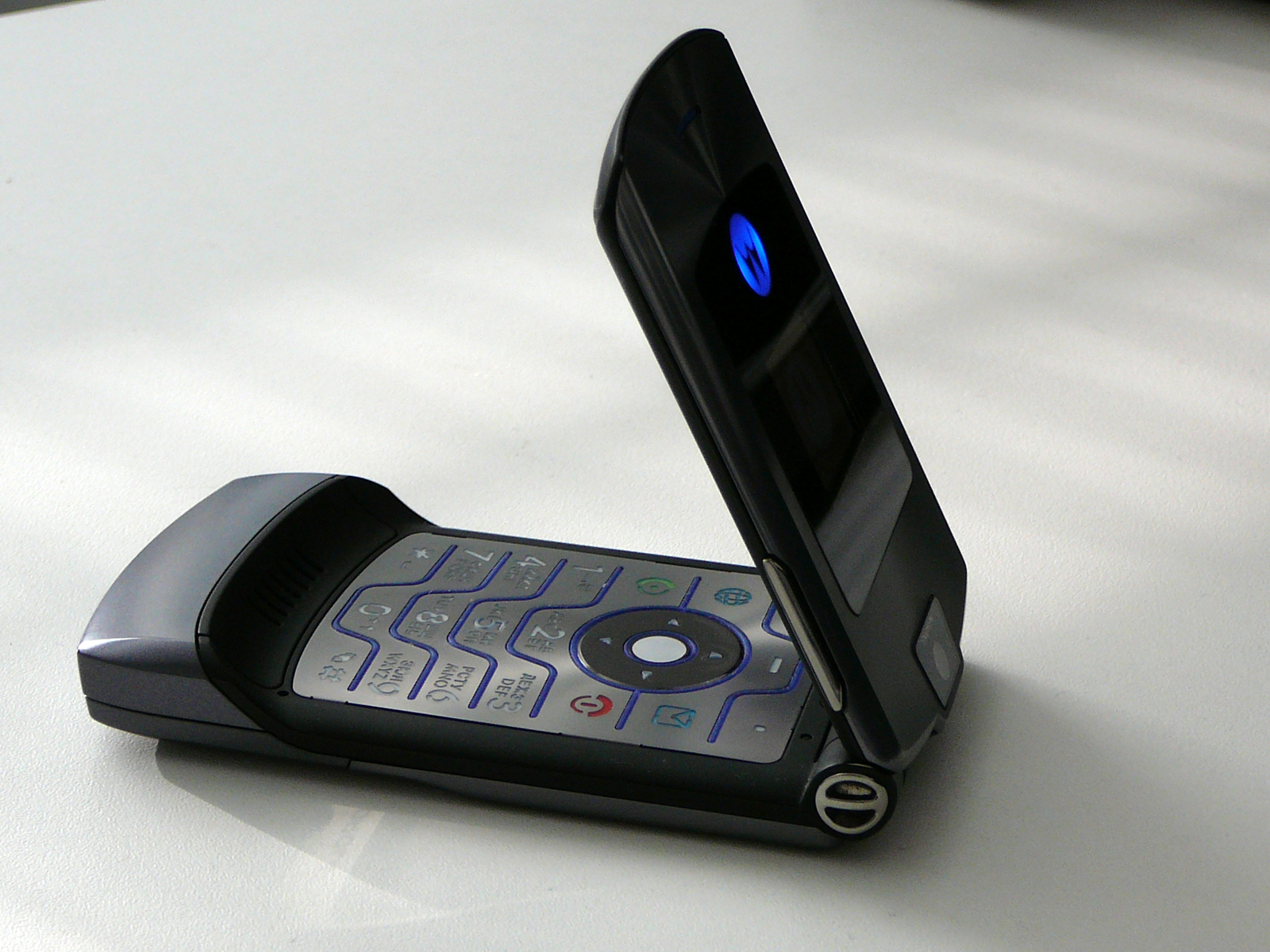
تم بيع RAZR V3i خلال ذروة شعبية سلسلة Razr.

موتورولا رازر هاتف محمول من قبل موتورولا، وهي جزء من 4LTR الخط. كان V3 أول هاتف تم إصداره في السلسلة وتم تقديمه في يوليو 2004  وتم إصداره في السوق في الربع الثالث من عام 2004. تم إتباع طراز V3 بعد ذلك بوقت قصير بواسطة V3i المحسّن كثيرًا بالتعاون مع شركة أبل. لتكون آي تيونز مدمجة.
تم تسويق سلسلة Razr حتى يوليو 2007، عندما تم إصدار سلسلة Motorola Razr2 اللاحقة. وكانت النماذج التالية هي V8 وV9 وV9m. ومع ذلك، لم تكن مبيعات Razr2 جيدة مثل المبيعات الأصلية، حيث انتقل المستهلكون إلى المنتجات المنافسة. نظرًا لأن موتورولا اعتمدت لفترة طويلة على الرازر ومشتقاته  وكانت بطيئة في تطوير منتجات جديدة في السوق المتنامية لشاشات اللمس الغنية بالميزات وهواتف الجيل الثالث 3G،  انخفض رازر، مما أدى إلى انخفاض موتورولا في النهاية خلف سامسونج وإل جي في الحصة السوقية للهواتف المحمولة. إستراتيجية موتورولا للاستيلاء على حصتها في السوق عن طريق بيع عشرات الملايين من Razrs منخفضة التكلفة أسفرت عن خسائر فادحة.
في 14 نوفمبر 2019، أعادت موتورولا إحياء علامة Razr التجارية، وهذه المرة لهاتف ذكي قابل للطي قائم على نظام أندرويد تم تصميمه على طراز Razr الأصلي. يعتمد جهاز موتورولا على شاشة بقياس 6.5 إنش، مع مفصل في المنتصف يتيح طي طرفي شاشة الهاتف إلى الداخل. يبلغ سعر الجهاز 1500 دولار.